# Cori (municipi)
Cori, antigament Cora, és un municipi italià de la província de Latina, a la regió del Laci. Amb un passat històric encara visible en construccions dels seus carrers i en les restes arqueològiques, és famosa actualment per les exhibicions dels seus abanderats.

## Geografia
El municipi de Cori es troba als peus del Mont Lupone (1.378 msnm).
Cori limita amb els municipis de Segni, Montelanico, Artena, Cisterna di Latina, Lariano, Norma, Rocca Massima i Sermoneta.

## Organització

situació de Cori dins la província Latina

El municipi de Cori té una subdivisió territorial: el districte o pedania de Giulianello.

## Història
Cori s'anomenava en l'antiguitat Cora, una ciutat fundada segons el mite en un període entre els segles XIII i XII aC. Els recents descobriments arqueològics han posat al descobert la presència d'un nucli de població estable ja en l'edat del bronze. Les primeres fonts històriques situen Cora entre les primeres ciutats del Latium, l'originari nucli de poblacions que es van lligar formant la federació llatina. Va ser una de les ciutats dominades pels volscs.
L'any 642 aC el rei Tul·li Hostili, després de la destrucció d'Alba Longa, va demanar la submissió de totes les ciutats del Latium. A aquestes pretensions la lliga llatina va respondre amb la guerra. La coalició estava encapçalada per Anc Publici de Cora. Amb la dissolució de la Lliga llatina i la submissió a Roma de cada ciutat que en formava part, Cora va obtenir la condició de ciutat federada o d'estat aliat, que va ocupar fins a la seva reforma administrativa general implementat per Roma després de la guerra civil.
Entre els anys 340-338 aC va participar, donant suport a Roma, en la guerra contra Privernum i Fundi, com a conseqüència la ciutat fou devastada per un exèrcit comandat per Vitruvi Vaccus.
En el període del 218-201 aC va participar al costat de Roma en les guerres púniques. A començaments del segle I aC amb l'adquisició de la ciutadania romana, Cora va passar a formar part de la tribu Papíria. En els anys següents es va veure implicada en les guerres entre Gai Mari i Sul·la (90-88 aC).
Durant el període imperial es troben poques referències sobre la ciutat. En els segles de l'alta edat mitjana, Cori es va veure sumida en una profunda decadència. Les primeres notícies històriques de la ciutat es tornen a trobar el 1114 quan el papa Pasqual II va concedir la seva protecció al cenobi de la Santíssima Trinitat de Cora, un emplaçament benedictí a dalt del turó de Cori, del qual actualment només en queden uns vestigis. El 1211 el papa Innocenci III va constituir Cori en un feu el qual va concedir a Pietro degli Annibaldi.
Després de la mort dels Annibaldi, Cori va tornar sota la sobirania pontifícia (1234) i fou declarada castellania inalienable del papa Gregori IX. El domini de l'Església no va impedir el desenvolupament del municipi, el qual a mitjan segle xii va elaborar el primer estatut ciutadà. Com a municipi lliure, el 1207 es va aliar militarment a la veïna ciutat de Velletri, sota un vincle de mútua ajuda.

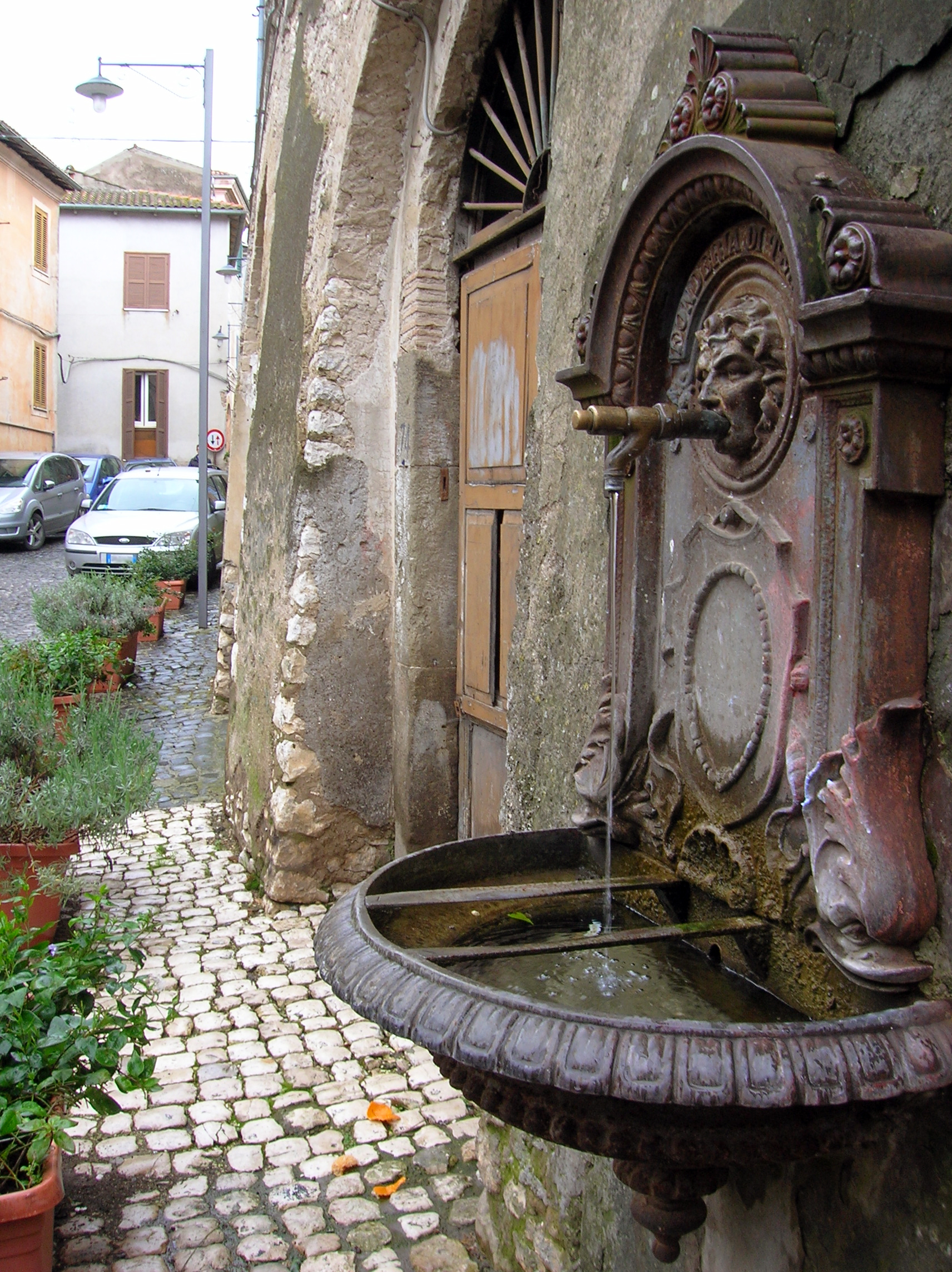
Font en un carrer de la ciutat.

El 1363, va passar a formar part de la província Marítima, amb una certa autonomia. Als inicis del segle xv Cori fou envaïda per Ladislau I de Nàpols, el qual en va tenir el domini fins al 1410, data en què va entrar definitivament a ser territori de l'Església. Des de llavors va tenir l'estatus de feu del senat romà fins al 1832 quan Cori va ser inserida en la jurisdicció de Velletri.
El govern italià va concedi la medalla al mèrit civil a la iutat de Cori per l'acolliment que va fer el 1943 a les víctimes de guerra.

## Monuments i llocs d'interès

### Arquitectura religiosa
- Santuari de la Mare de Déu dels Socors. Segons la tradició a una nena se li va aparèixer la Mare de Déu el 1521. L'arribada de peregrins al lloc de l'aparició va motivar la construcció d'un santuari, el qual es va encomanar a l'arquitecte Mario Arconti. Les obres van estar acabades el 1639. L'interior és d'estil barroc i té quatre altars: un dedicat a sant Pasqual Baylon, un altre a sant Girolamo i a Carlo Borromeo, el tercer a la Sagrada Família i el quart a santa Llúcia verge i màrtir.
- Santa Maria de la Pietat. Construïda al segle xii en estil romànic, ocupa el lloc d'un antic temple romà dedicat a les deesses Diana i Fortuna. Va ser reconstruïda gairebé completament al segle xvii.
- Església i Convent de Sant Francesc. Construïts entre el 1521 i el 1526, amb una restauració d'estil barroc al segle xvii.
- Església de Santa Oliva. Edificada sobre les restes d'un antic temple romà dedicat al déu Janus. Aquesta església podria estar dedicat a la nena anomenada Oliva a la qual se li va aparèixer la Mare de Déu dels Socors. Es va construir al segle xii i es va reformar una nau l'any 1467.
- Església de l'Anunciació. Considerada monument nacional, es va construir al segle xiv sobre un antic oratori que hi havia a la vora del camí.
- Església de Sant Salvador. Restaurada al segle xvi. Hi destaquen pintures de G.B. Ricci i d'Anastasio Fontebuoni.
- Església de Sant Pere i Sant Pau. Construïda el 1953 sobre les restes de l'antiga església de la Santíssima Trinitat destruïda pels bombardejos de la Segona Guerra Mundial. A l'interior es conserva una urna del segle I dC.

- Església de Sant Miquel Arcàngel.

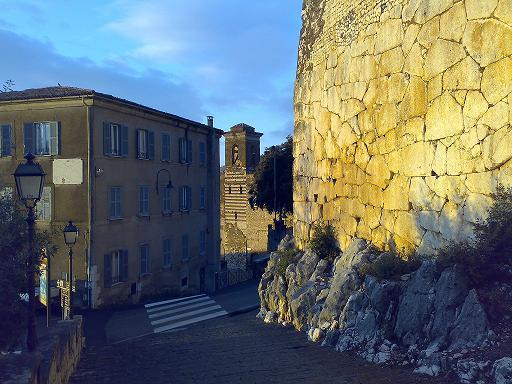
Muralla de la ciutat i església de Santa Oliva

- Església de Sant Tomàs de Cori, annexa a la casa natal d'aquest sant local.
- Església de Santa Maria dels Plors (S. Maria del Pianto). Només en queden unes restes.
- Tres antigues esglésies van ser destruïdes durant els bombardejos americans de la Segona Guerra Mundial: Santa Caterina in Piazza Ninfina, Sant Pere (del qual en resta el campanar a la plaça del temple d'Hèrcules) i la Santa Trinitat.

### Arquitectura civil
- La muralla. En resten uns 2 km, alguns fragments daten dels segles VI-V aC i altres són afegits dels segles IV-III aC. Tenia tres portes d'accés a la ciutat: Signina, Romana, Ninfina la darrera va ser destruïda durant la guerra, però el 1984 se'n va fer una còpia.
- Pont romà de la catena. Del segle i aC, fet amb una sola arcada d'uns 20 metres.
- Restes de l'antic fòrum romà de Cora, amb columnes mosaics i altres restes arqueològiques.
- Via del Porticato. Un carrer que anava per damunt la muralla i que es va començar a cobrir amb porxos al segle xii fins a quedar totalment tapat al segle xvii.
- Palaus. A Cori es conserven diverses cases senyorials de famílies riques anomenades palazzo: la dels Landi-Vittori (s. XVI, amb una torre defensiva del segle I aC), la dels Riozzi-Fasanella (s. XVI), la dels Chiari (s. XVI), la dels Celli (1632), la dels Luzi (1634), Montagna (1594), Prosperi (s.XVI, actual seu de la biblioteca municipal i de l'arxiu històric), Luciani, els Marchetti (s. XVI) i els Fochi.

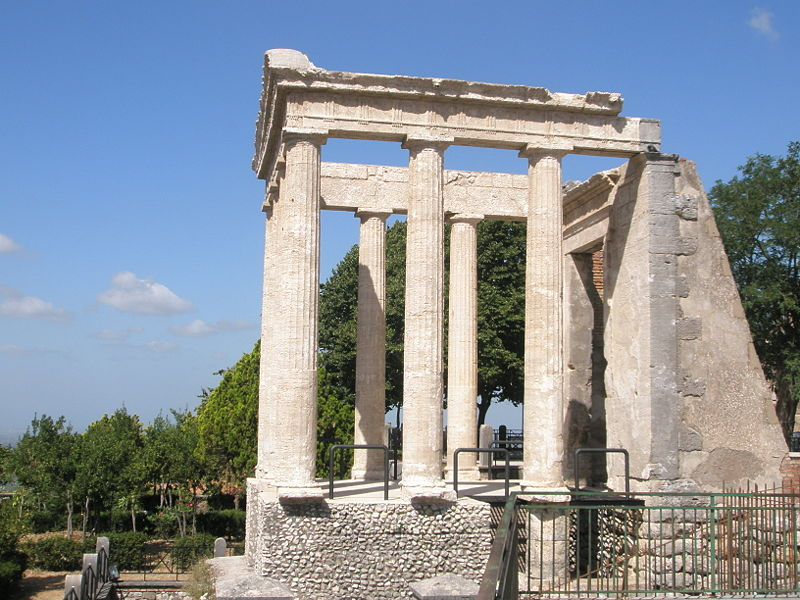
Restes del temple d'Hèrcules.

- El temple d'Hèrcules. Construït durant la dictadura de Sul·la, l'any 89 aC, part del temple va formar part d'una església cristiana que es va destruir durant la segona guerra mundial. En resten algunes columnes d'ordre dòric. S'hi van trobar monedes antigues amb el cap d'Apol·lo.[8]
- El temple de Càstor i Pòl·lux, situat al fòrum de l'antiga Cora, construït al segle v aC i restaurat al segle I aC.

## Societat

### Evolució demogràfica
Segons els estudis estadístics iniciats el 1871, la població ha seguit un augment progressiu passant de tenir 5.764 habitants a l'inici de l'estudi fins a 11.025 el 2011, amb una lleugera davallada entre el 1960 i el 1970.

### Festes tradicionals

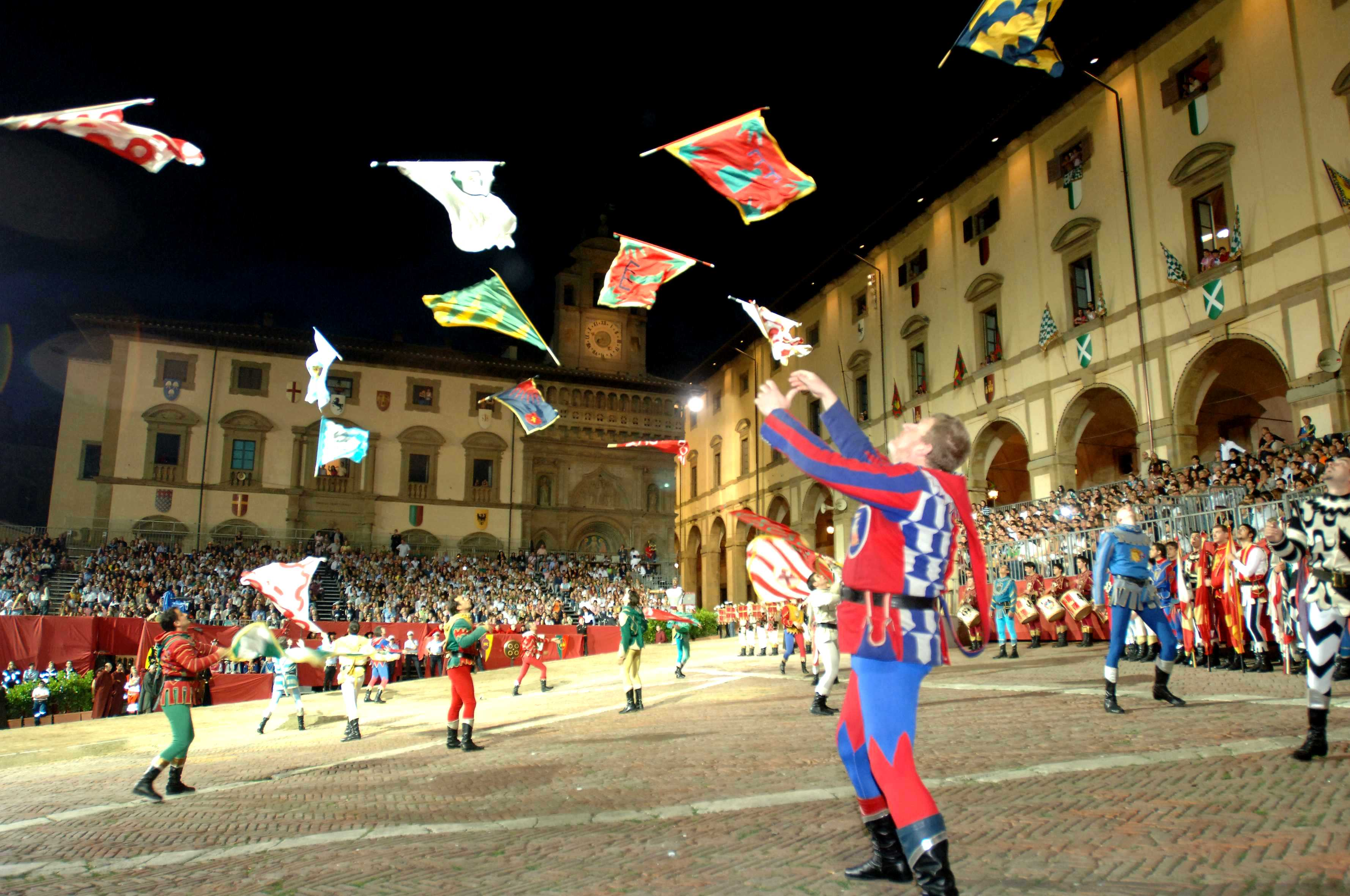
Els abanderats

- El segon diumenge de maig se celebra la festa en honor de la Mare de Déu dels Socors amb una processó pels carrers de la ciutat. També se celebra un palio, competint tres fraccions, una per cadascuna de les antigues portes de Cora. Una altra activitat d'aquesta festa és la desfilada d'abanderats (sbandieratori)
- Festa en honor de sant Tomàs de Cori, cada 29 de novembre.
- Festival de la Col·lina, una trobada de folklore internacional en la qual tornen a exhibir-se el sbandieratori.

### Festes sense tradició
En els darrers anys s'ha promogut a Cori el Latium Festival amb actuacions d'uns 500 artistes relacionats amb el folklore.

### Agermanaments
- Pefki (Grècia)